# フォルテ (映画)
『フォルテ』（原題：Town & Country）は、2001年のアメリカ映画。

## ストーリー
25年間連れ添ってきたポーターとエリーの夫婦は、友人のグリフィンとモナ夫妻とともにパリへ観光に訪れる。
帰国後、モナがグリフィンの浮気を目撃して、意気消沈する。ポーターはモナを励まそうと彼女のもとを訪れるが、今度はポーターとモナが惹かれあってしまった。

## キャスト
※括弧内は日本語吹替
- ポーター - ウォーレン・ベイティ（小川真司）
- エリー - ダイアン・キートン（鈴木弘子）
- モナ - ゴールディ・ホーン（藤田淑子）
- グリフィン - ギャリー・シャンドリング（屋良有作）
- アレックス - ナスターシャ・キンスキー（深見梨加）
- ユージニー - アンディ・マクダウェル（山像かおり）
- オーバーン - ジェナ・エルフマン（雨蘭咲木子）
- ユージニーの父 - チャールトン・ヘストン（納谷悟朗）
- ユージニーの母 - マリアン・セルデス（火野カチ子）
- トム - ジョシュア・ハートネット（森川智之）
- アリス - トリシア・ヴェッセイ
- ホリー - キャサリン・タウン（塩山由佳）
- バーニー - ウィリアム・フットキンス

## 賞歴
第22回ゴールデンラズベリー賞
- ノミネート：最低監督賞 - ピーター・チェルソム
- ノミネート：最低助演女優賞 - ゴールディ・ホーン